# Hans Georg von Münchhausen
Hans Georg Richard Freiherr von Münchhausen (* 29. August 1877 in Hildesheim; † 2. August 1952 in Apelern) war ein deutscher Verwaltungsbeamter und Rittergutsbesitzer.

## Leben
Hans Georg von Münchhausen aus der weißen Linie der Familie von Münchhausen, war ein Sohn des Börries von Münchhausen (1845–1931), Gutsbesitzer in Moringen und Parensen, der 1880 auch Schloss Windischleuba erworben sowie 1886 von seinem Vetter Alexander von Münchhausen das Schloss Apelern geerbt hatte. Seine Mutter war Clementine (1846–1913), geb. von der Gabelentz, sein älterer Bruder der Dichter Börries Freiherr von Münchhausen (1874–1945).
Hans Georg von Münchhausen studierte Rechtswissenschaften an der Ruprecht-Karls-Universität Heidelberg. 1898 wurde er Mitglied des Corps Vandalia Heidelberg. Nach dem Studium und der Promotion trat er in den preußischen Staatsdienst ein. 1907 legte er das Regierungsassessor-Examen bei der Regierung in Königsberg ab. Von 1918 bis 1920 war er Landrat des Landkreises Wittlage.
Anschließend lebte er auf seinem Rittergut Remeringhausen im Landkreis Schaumburg, das nach seinem Tod durch Erbschaft in den Besitz der Familie seiner Schwester, von Breitenbuch, kam, während das Gut Nienfeld an die Familie einer weiteren Schwester, von Blomberg, ging. Das Münchhausen-Schloss in Apelern, seit 1370 im Lehnsbesitz der Familie, vererbte er seinem entfernten Neffen und Adoptivsohn aus der schwarzen Linie (die sich um 1250 abgeteilt hatte), Heyno Freiherr von Münchhausen (* 1915) – dessen mütterliches Erbe, Schloss Vitzenburg bei Querfurt, 1945 enteignet worden war –, weil dieser Neffe seinerseits einen Sohn Matthias hatte, der heute das Gut Apelern besitzt. Auf diese Weise konnte der älteste Familiensitz der Münchhausen nach nahezu 600 Jahren innerhalb des Mannesstammes der Münchhausen weitervererbt werden.